# Reise nach Batavia

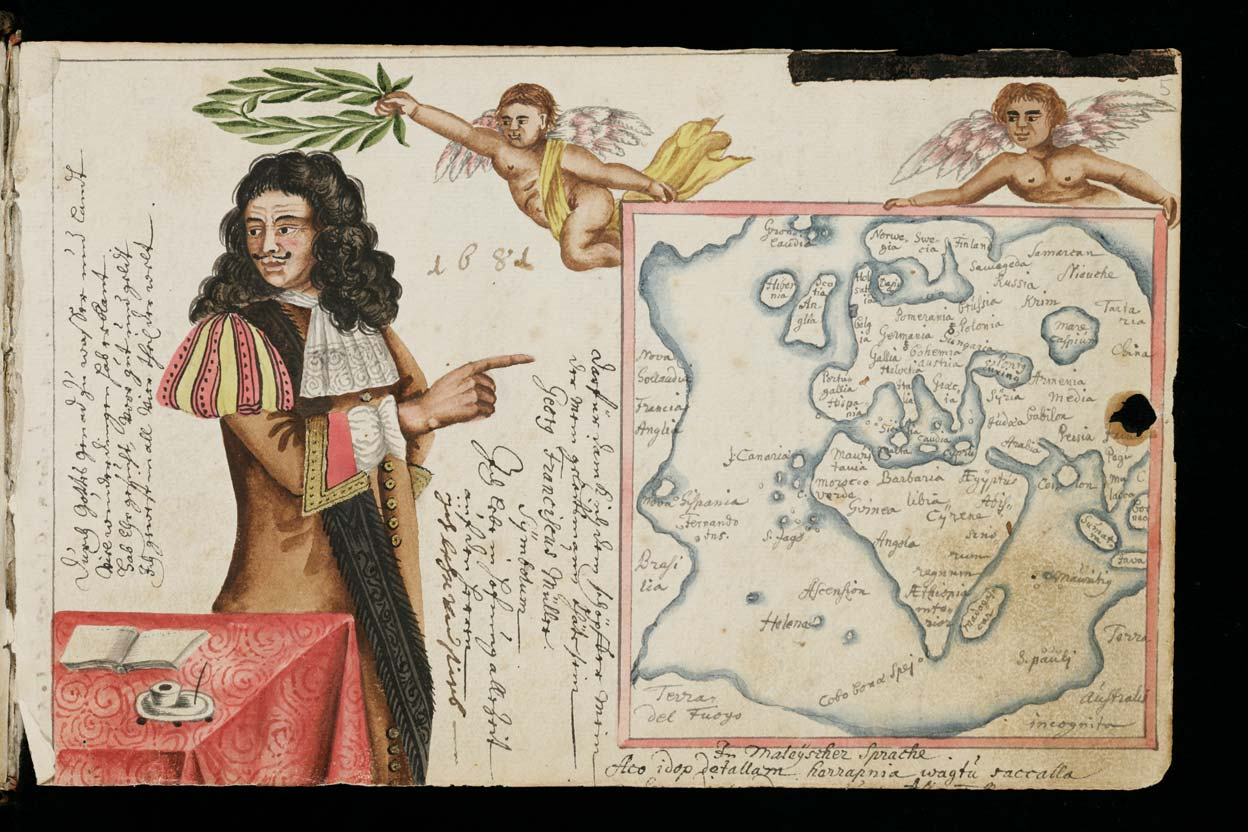
Illustration aus Reise nach Batavia; rechts eine Karte, auf der Europa, Afrika, Asien und Teile des amerikanischen Kontinents abgebildet sind

Das illuminierte Manuskript Reise nach Batavia des Elsässer Weltreisenden Georg Franz Müller beschreibt in Bildern und daraufbezogenen Versen Episoden aus dessen Reise nach Niederländisch-Indien. Er schildert die Tiere, Menschen und die Pflanzen Ostindiens und Südafrikas. Das Werk wird seit 1723 in der Stiftsbibliothek St. Gallen aufbewahrt (Cod. Sang. 1311).

## Format, Umfang, Entstehung
Das Buch im Duodezformat hat einen messingbeschlagenen verzierten Einband. Es gleicht einem in jener Zeit bei Studenten und jungen Angehörigen der Oberschicht gebräuchlichen Stammbuch, in das Freunde und Vorgesetzte des Besitzers in der Art eines heutigen Poesiealbums zeichneten und schrieben.
Das Reisebuch hat insgesamt 370 Seiten. Zu diesem Reisebuch gehört auch eine in Kartoneinband gehüllte 455-seitige Handschrift (Cod. Sang. 1278), in der die Reise Müllers zwischen 1669 und 1682 via Südafrika nach Ostindien in chronologischer Abfolge in Prosaform beschrieben wird.
Niedergeschrieben wurde diese Handschrift vermutlich von zwei heute unbekannten Kopisten in gut lesbarer Gebrauchsschrift zwischen 1701 und 1705 im St. Gallischen Dépendance-Kloster Mariaberg in Rorschach. Müller selbst hat die fertige Handschrift eigenhändig ergänzt und korrigiert.

## Inhalt und Reise nach Ostindien
Das Buch beinhaltet viele Informationen ethnologischer, geographischer, kultureller und botanischer Art. Es ist zudem nicht chronologisch geordnet. Die jeweiligen Episoden sind ohne jegliche Ordnung angeordnet.

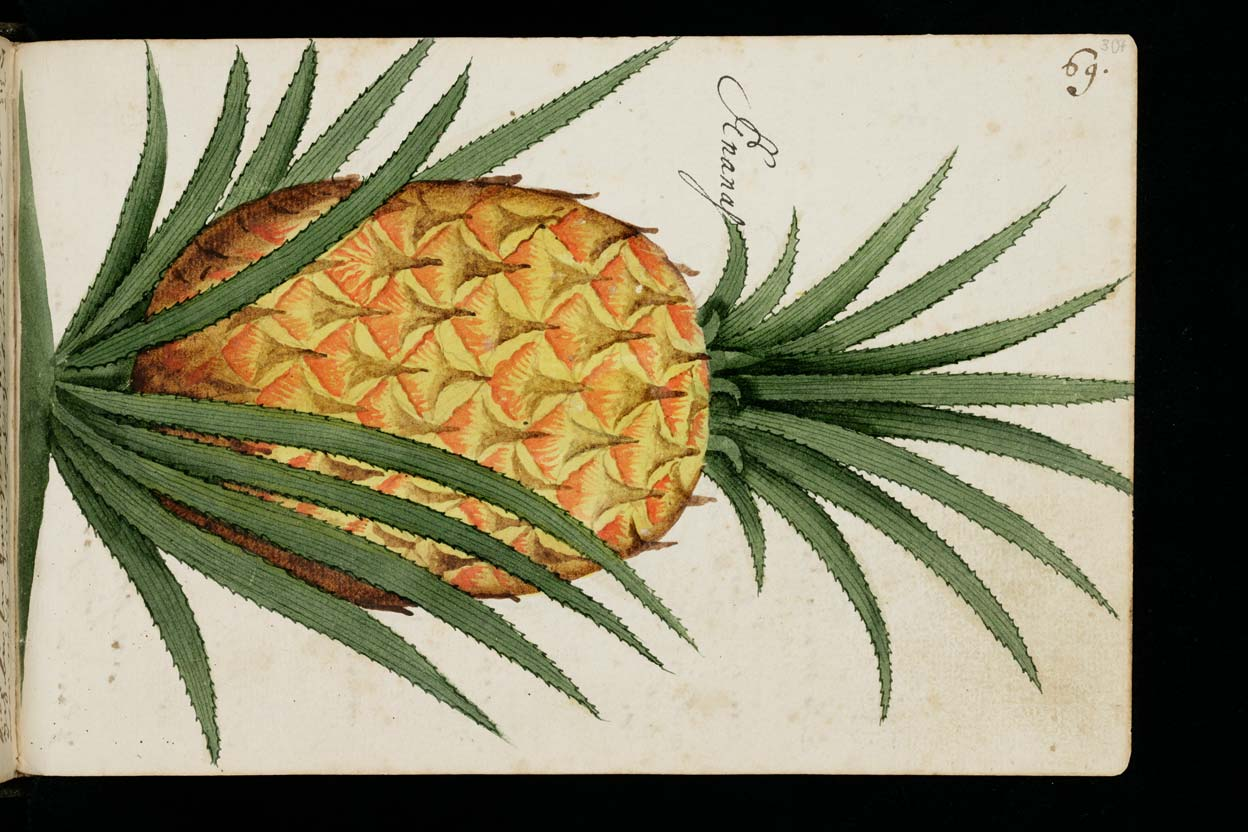
Abbildung einer Ananas

Im Oktober 1669 begann die Reise nach Ostindien auf dem Schiff Gouda.
Inklusive zweimonatigem Aufenthalt waren Georg Franz Müller und die anderen Reisenden insgesamt 334 Tage unterwegs, um von den Niederlanden nach Ostindien zu gelangen, was über dem damaligen Durchschnitt lag. Das lag unter anderem an dem schlechten Wind im Atlantik.
Bereits westlich von Gibraltar wurde das Schiff von zwei türkischen Schiffen angegriffen, was zu 28 Toten und 46 Verletzten führte. Das nächste Ziel war die brasilianische Insel Fernando, von wo aus man versuchte, Südafrika zu erreichen. Einige Matrosen und Passagiere wurden bei Stürmen über Deck geworfen und ertranken. Krankheiten waren jedoch noch gefürchteter als Stürme. Skorbut zum Beispiel war eine übliche Schiffskrankheit und auch die Gouda wurde nicht davon verschont. Ein anderes großes Problem war der Mangel an sauberem Trinkwasser. Man versuchte das Regenwasser in den Segeln und anderen Tüchern zu sammeln, um genug zum Überleben zu haben. Es kam zu einem akuten Wassermangel.
Georg Franz Müller schrieb: „Und wiewohl dieses Wasser so elent gestunckhen, hat es mir doch so gueth als der beste Malvasier geschmeckhet“.
Auch zu schaffen machte den Reisenden die eisige Kälte, die durch die antarktischen Winde verursacht wurde. Als es im Indischen Ozean wieder wärmer wurde, warf man die Winterkleider über Bord, da diese voller Läuse waren. Zwischen den Kapverdischen Inseln und Fernando plagte sie das umgekehrte Problem: die Hitze. Müller beschreibt lange Hitzeperioden und Sonnenbrände. Wegen mangelndem Wind bewegte sich das Schiff fast gar nicht weiter. Der erste Zwischenstopp war das Kap der Guten Hoffnung in Südafrika. Dieses erreichte er nach einem halben Jahr auf dem Meer. Dort blieb er fast zwei Monate.

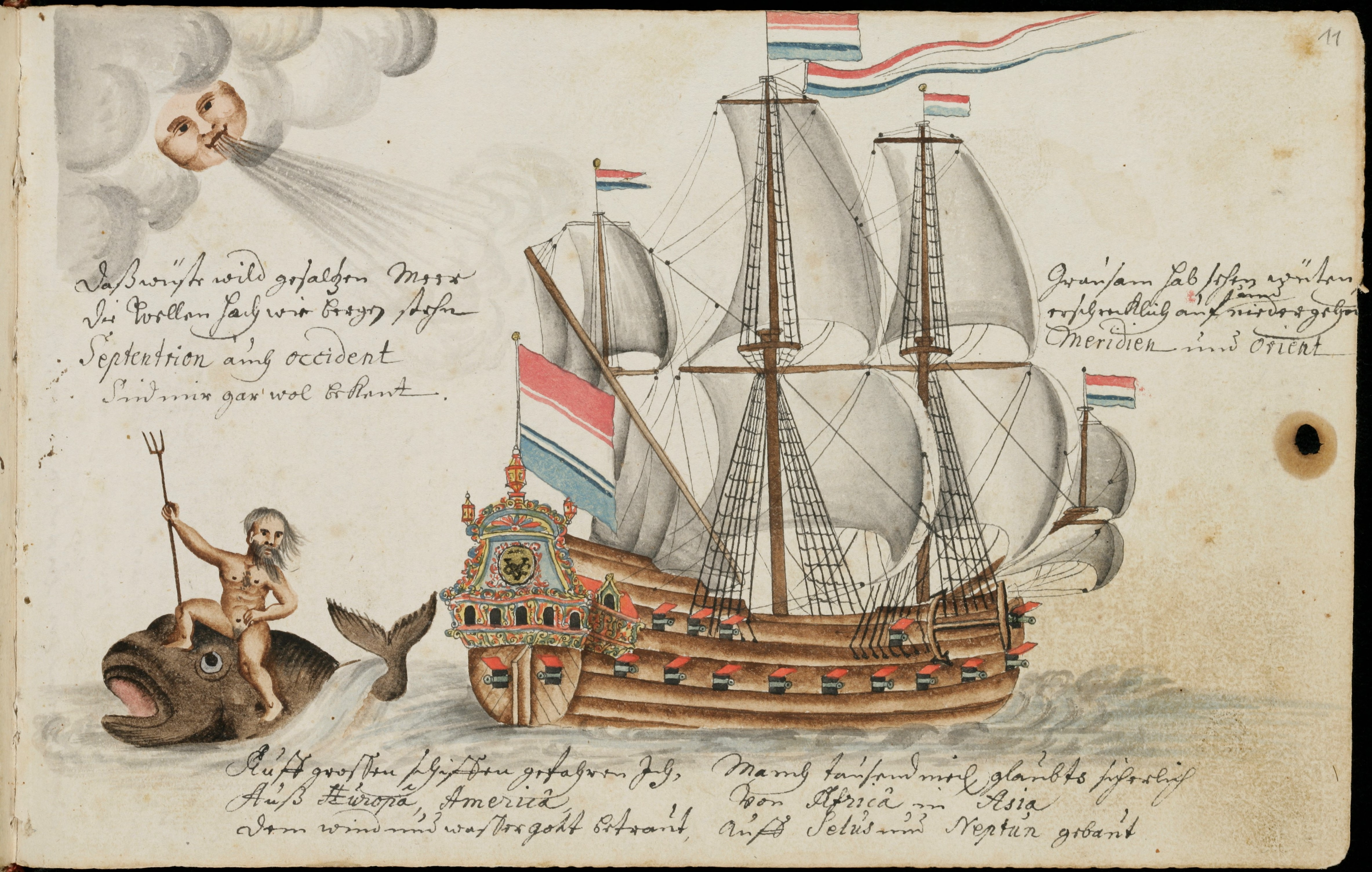
Das Schiff «Gouda»

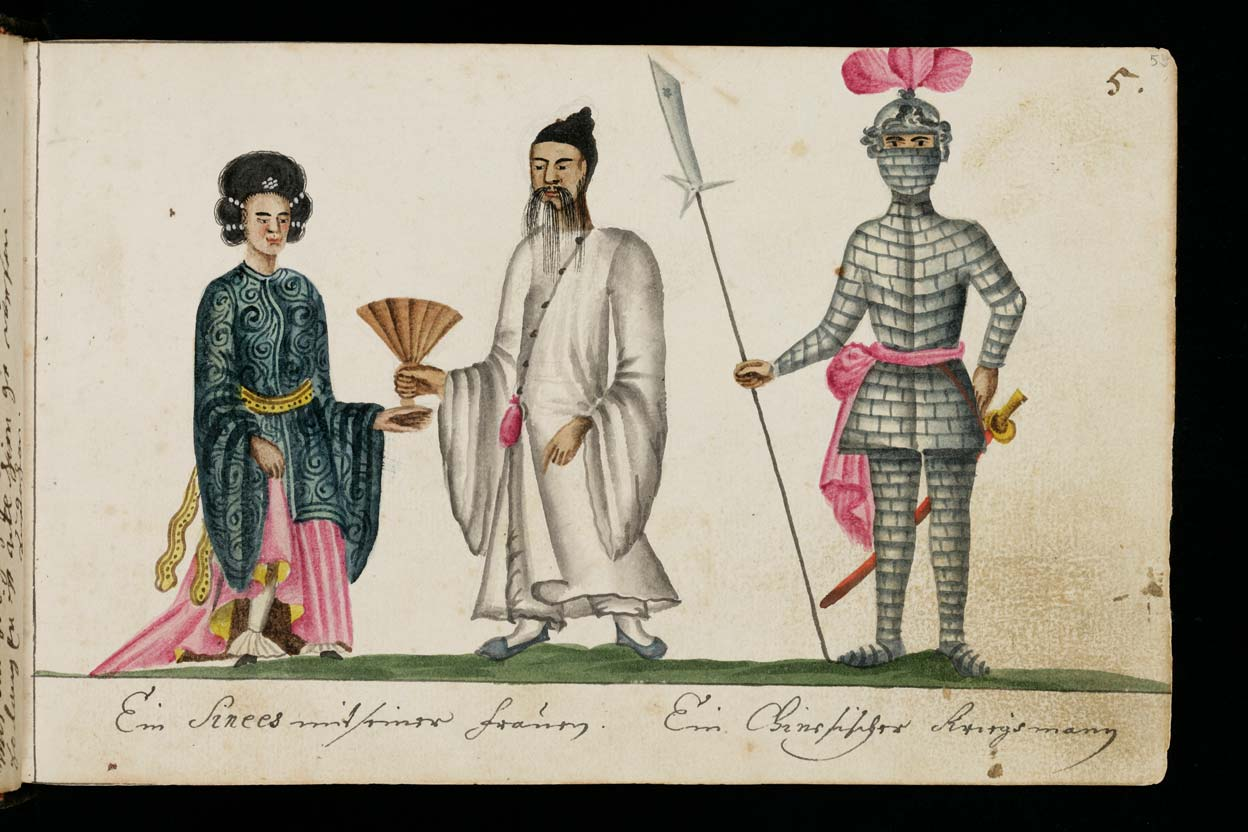
Links ein Chinese mit seiner Frau („Ein Sinees mit seiner Fraüe“)

Er beschreibt die indigene Bevölkerung Südafrikas als klein und mager, mit schwachen Gliedmaßen. Sie seien dunkelbraun, jedoch nicht von Natur aus, sondern weil sie sich von klein an mit „vielen Unreinigkeiten, etwa Kuhkot, feisten Sachen und Salben über den Leib schmieren und besudlen“. Und auch ihre Sprache sei „keiner menschlichen gleich“. Müller zieht den Schluss, dass es „nit würdig des Papiers und der Dinthen“ sei, ihre Sitten und Bräuche näher zu beschreiben.
Am 26. August 1670 erreicht das Schiff schließlich die Insel Java und Müller schreibt „Waß diß für ein schönes Paradeyß seye“. Er wurde zur Bewachung der niederländischen Hauptfestung in Batavia angestellt. In dieser Zeit lernte er die malaiische Sprache, das Land und die Leute kennen. Malaiisch war damals die Hauptsprache in Ostindien. In Batavia, dem heutigen Jakarta, lebten viele verschiedene Nationalitäten, unter anderem Inder, Perser, Chinesen, Formosaner (Taiwanesen), Malaien, Thais und natürlich Javaner. Müller stellt diese in Versform in seinem Buch vor.
Insgesamt hielt sich Georg Franz Müller fast 12 Jahre, von September 1670 bis Januar 1682, auf Java und anderen indonesischen Inseln auf. Er gehörte niederländischen Hilfskontingenten an, die in Bedrängnis geratene niederländische Truppen unterstützten. Georg Franz Müller berichtet auch darüber, dass er von den Einheimischen aufgefordert wurde, Menschenfleisch zu essen, was er aber ablehnte.
1682 packte ihn der Wunsch, wieder nach Europa zurückzukehren und seinen Dienst in der Ostindisch-Holländischen Kompagnie aufzugeben. Er reiste auf der «Afrika» binnen 10 Monaten über Südafrika nach Amsterdam zurück. 1683 trat er eine Pilgerreise nach Rom an und kehrte im Frühling 1684 in seine Heimatstadt Rufach zurück. Seine Eltern waren schon verstorben, und als er sich zu erkennen gab, wollte jeder die Raritäten aus Ostindien bewundern. Irgendwann zwischen 1684 und 1698 trat er als Leibdiener in den Dienst von Kolumban von Andlau in Rorschach. Im Juli 1720 ging er wieder nach Rufach zurück. Er ließ dabei einen großen Teil seiner mitgebrachten Raritäten zurück. Georg Franz Müller starb am 26. Juli 1723.

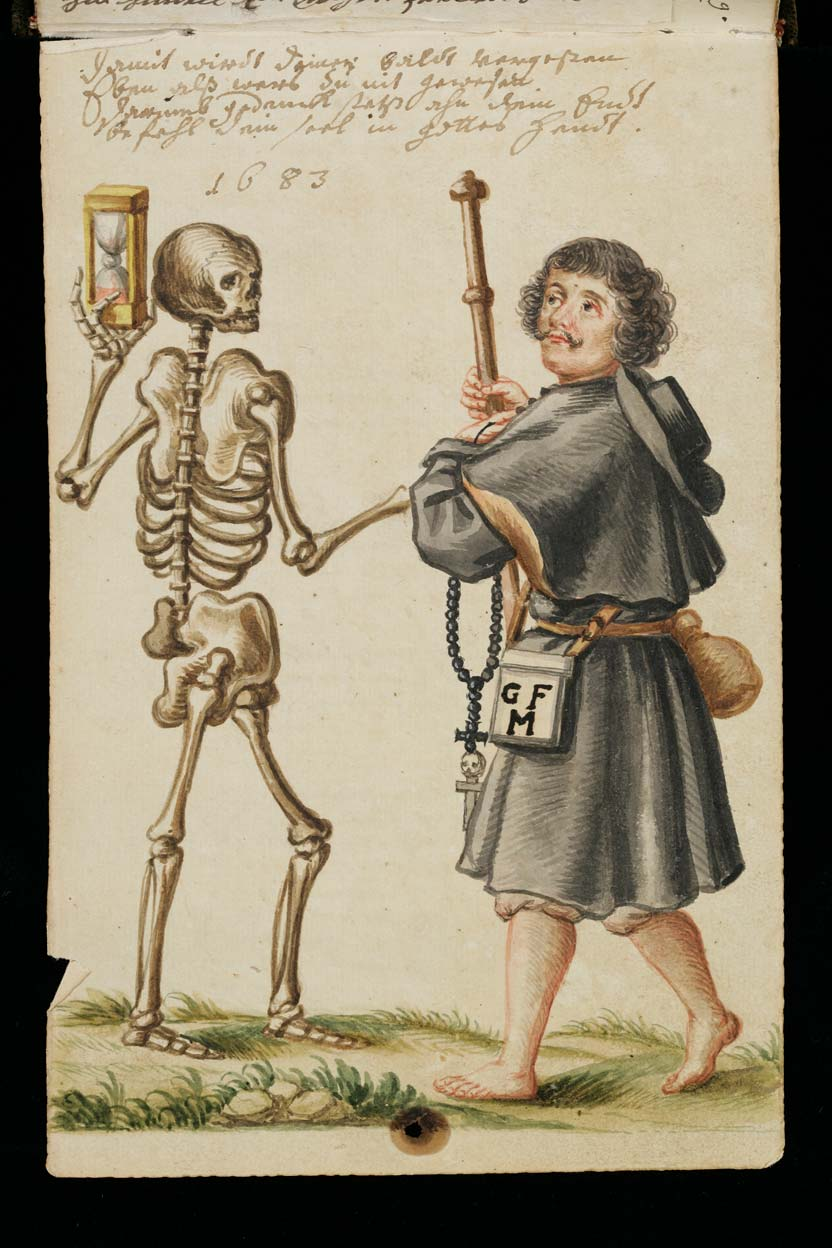
Georg Franz Müller als Pilger und ein Skelett, das den Tod darstellt

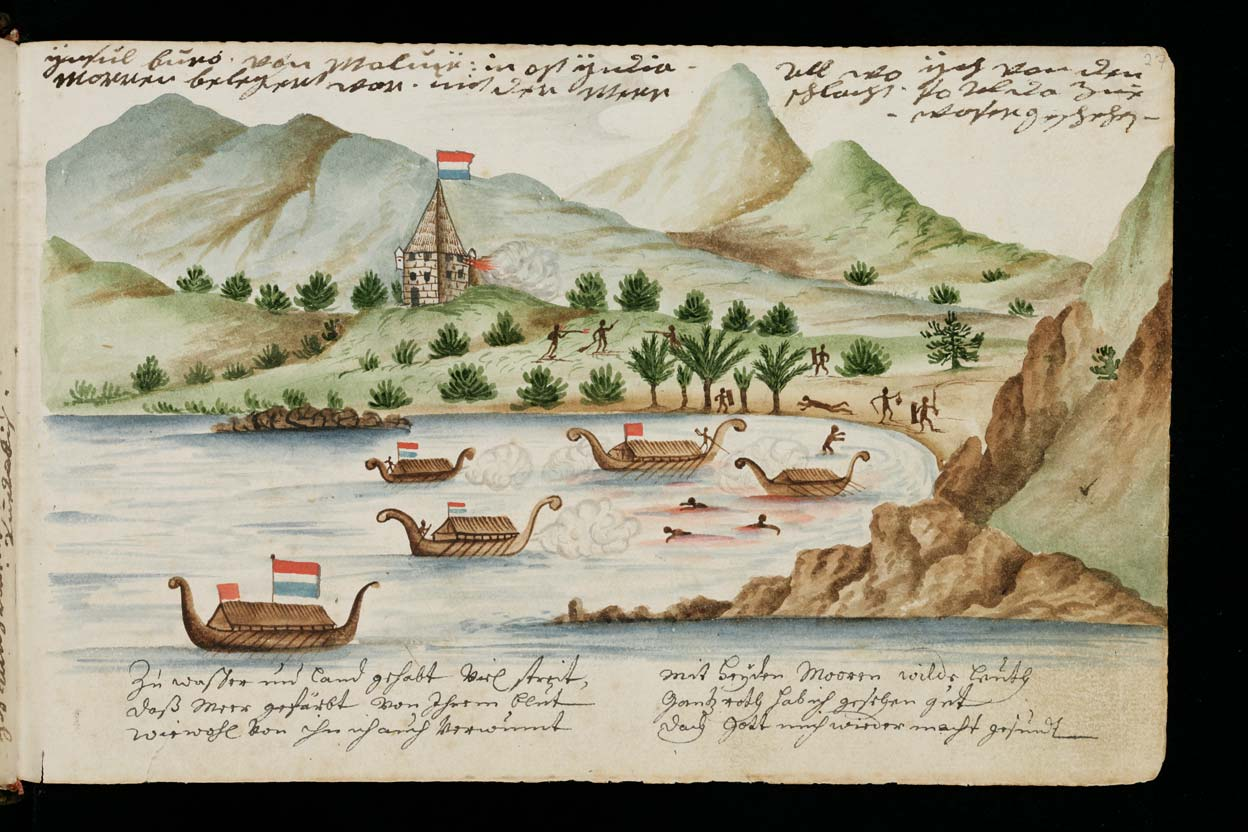
Darstellung eines Massakers

## Beschreibungen und Illustrationen
Insgesamt befinden sich im Buch 87 Illustrationen, die alle von Georg Franz Müller gezeichnet wurden. Auf diesen befinden sich sowohl Menschen als auch Tiere, Pflanzen und Landschaften, Schiffe und Karten. Man findet Menschen aus den verschiedenen Regionen wieder, die er bereist hat. Diese sind immer untertitelt, sodass man erkennt, aus welcher Region die dargestellten Menschen, Tiere oder Pflanzen kommen beziehungsweise was für eine Art es ist. Es werden aber auch Ereignisse dargestellt, wie anhand der Seite 27 zu sehen ist. Man erkennt Schiffe und einen Turm mit niederländischer Flagge und Menschen, die gegeneinander kämpfen. Georg Franz Müller beschreibt die jeweiligen Tiere, Menschen usw. in Prosa und in Versform.
Hier ein Beispiel vom Hai:
„Mein Nam ist Hey, bekant ich sehr

Woll in dem orientalischen Meer,

Vor mir fürcht sich der Mensch und Dier,

Dan ich niemand verschone schier,

Ja, was ich nur bekumen kan,

Das nehm ich weg ja jederman,

Dan bey mir kein Quatier dued sein,

Schluck alles auff in mich hinein,

Ja kein Erbarmung ist bey mir,

Dan ich bin ein grausames Dier,

Kein böserer Wisch im Wasser ist

Als ich, der alles nimbt und frist...“
Müller verfasste sachliche Beschreibungen, fügte aber auch manchmal seine persönlichen Kommentare und Erlebnisse hinzu.